# تل أبو هريرة (النقب)

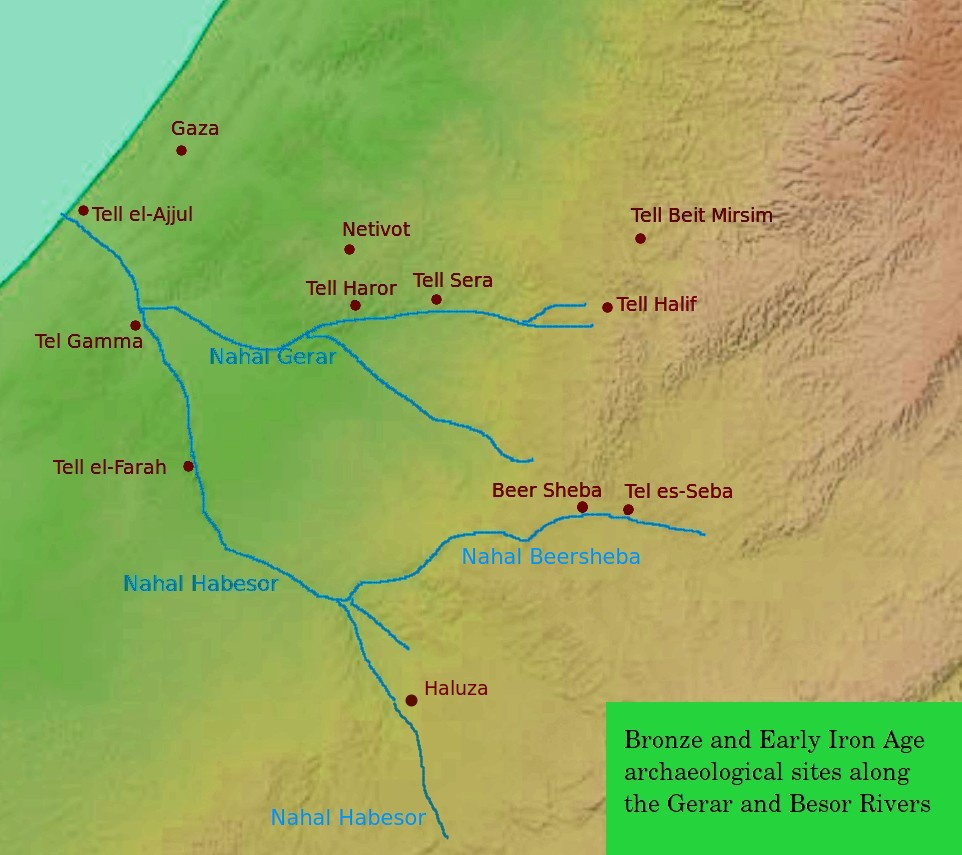
موقع تل أبو هريرة على ضفة وادي الشريعة.

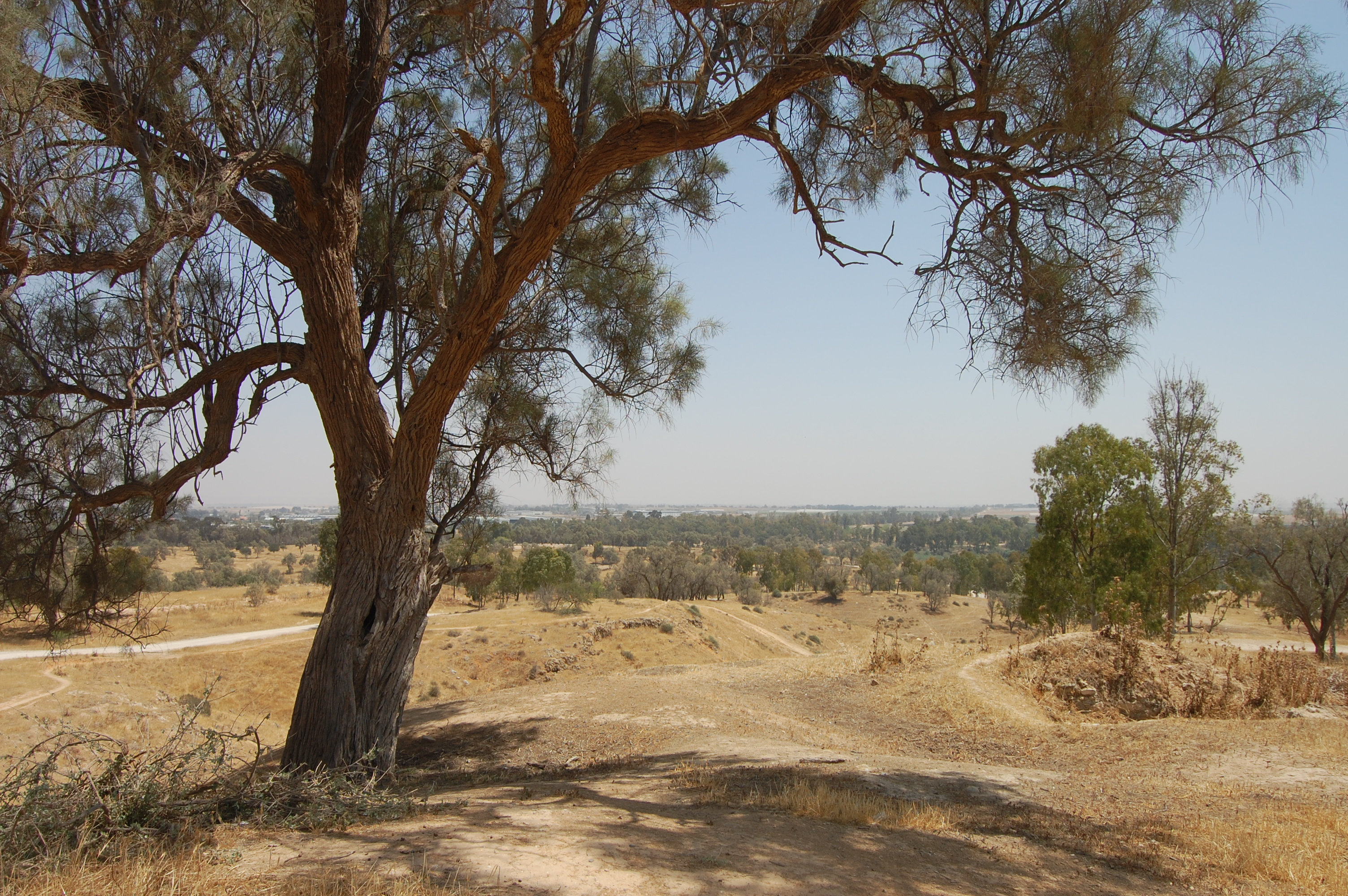
منظر من قمة تل أبو هريرة

تل أبو هُرَيرَة (حوّله اليهود بالعبريّة إلى: "تلّ هَرور" תל הֲרוֹר) هو تل أثري كبير في النقب الشمالي الغربي، يقع على الضفة الشمالية لوادي الشريعة (هو وادي الشلالة، أو وادى غزة)، على مقربة من موشاف شبوليم، يبعُد مسيرة 23 كم من غزة، ويرتفع 136 مترًا فوق سطح البحر. تمتد التلة على مساحة 150 دونمًا، وتنقسم إلى قسمين: المدينة السفلى، والمدينة العليا. توجد في أعلى التل مقبرة تركية من زمن الحرب العالمية الأولى، ويمكنك أن ترى هناك مقام الصحابي أبو هريرة، أحد صحابة النبي محمد الذي يُعتَقَد أنّ التّل سُمِّي باسمه، وهو عبارة عن غرفه صغيرة مبنية من الصخور وعليها قبة، والضريح موجود داخل هذه الغرفة، والضريح كله يقع على تل مرتفع قليلًا، ومزروع من حوله أشجار الكينا الطويلة. كان السكان العرب في المنطقة، قبل قيام دولة إسرائيل، يزورون الضريح، ويُقدِّمون هناك الذبائح والقرابين لمدة أسبوع، وقد ذكره عارف العارف في كتابه القضاء بين البدو، وقال: "صحابي له مقام على ضفاف شريعة بئر السبع، إن هذا المقام وإن كان مبنيًّا في أراضي التياها إلاّ أن الملالحة يعتقدون فيه أكثر من غيرهم، ويقولون عنه إنه جدُّهم فتراهم يزورونه في كل فرصة، ويذبحون في مقامه القرابين ويُكثرون من هذه الزيارة بعد حصد الزرع، إذ يعتبرونها في هذه الحالة فرضًا لازمًا حتى أنهم إذا أقعدهم عن زيارته مرض، أو حال دونها حائلٌ قاهِرٌ ذبحوا قرابينَهُم حيث كانوا، وأهدوا ثوابها إليه".

 في عام 1956 اقترح عالم الآثار يوحنان أهروني بأنَّ هذا التل هو بقايا مدينة جَرار التوراتية (بالعبرية: גְּרָר)المذكورة في سفر التكوين (تكوين 10: 19) وفي الكتاب الثاني من أخبار الأيام (2 أخبار 14: 13) للكتاب المقدس العبري، وهي المذكورة في خارطة مادبا من القرن السادس باسم Siatos Gerraticus. اقترح عالم الآثار أنسون ريني ( Anson Rainey) بأن يكون تل أبو هريرة هو موقع قلعة شاروهين، المعروفة من المصادر المصرية القديمة. ويتّفق مع هذه الفرضية دونالد ريدفورد (Donald Redford)، بسبب الحجم الهائل للمكان، والموقع الجغرافي المهم.

## الحفريات في الموقع
قامت بعثة "بلاد جَرار" (بالعبرية: משלחת ארץ גרר) بحفريّات في الموقع خلال الأعوام 1982-1988 بالنيابة عن جامعة بن جوريون في النقب، وبالتعاون مع المركز الفرنسي للبحث العلمي في القدس، وجامعة برانديز، قاد الحفريات إليعزر أورن، وفي عام 2010، أُجرِيَت حفريّات أخرى في المكان قام بها أورِن بمعاونة ب. نحشوني وج. بار عوز. كشفت الحفريات التي قام بها أورن  أنه في بداية نشوء هذا التجمع السكني أي في العصر البرونزي الوسيط، كانت المستوطنة موجودة في الجزء السفلي من التل، وبعد ذلك قرب نهاية العصر البرونزي، تقلصت المستوطنة إلى الشمال، وخلال العصر الحديدي، كانت المستوطنة موجودة فقط على قمة التلة العالية.

## العصر البرونزي
خلال العصر البرونزي الوسيط الثاني (ما بين 1550-2000 قبل الميلاد) كانت هناك مستوطنة كبيرة في منطقة التلة المنخفضة، والتي كانت من بين أكبر المستوطنات في جنوب فلسطين. وكانت المستوطنة محصَّنة بحاجز ترابي كبير، وبُنِيَ عليها في مرحلةٍ لاحقة سور كبير. من بين المكتشفات في هذه الحقبة، بقايا معبد كان له عدة مراحل، عُثِرَ في هذا المعبد على العديد من الأدلة على تقديم الذبائح الحيوانية، وكمية كبيرة من الفخار. حسب الأدلة المستمدة من الحفريات، فإنَّ هذه المستوطنة لم تُدَمَّر بل هُجِرَت مع نهاية العصر البرونزي الوسيط. وفي أواخر العصر البرونزي، استمرت المستوطنة في الوجود، لكن انتقل مركزها إلى الجزء الجنوبي الشرقي من الموقع، على القمة قريبًا من تحصينات الحقبة السابقة، ومن ينابيع وادي الشريعة. كانت مساحة المستوطنة الرئيسية حوالي 4 دونمات فقط، عُثِرَ على بقايا مبانٍ من المحتمل أن تكون قلعة وصومعة لتخزين الغلال. يعود تاريخ الأدوات التي عُثِرَ إلى الفترة من 1550-1300 قبل الميلاد، ومن بينها أدوات كثيرة مجلوبة من كريت، كما عُثِرَ على لَخْفَة (شقفة مرسومة ostracon) تحمل كتابة هيراطيقية، تعود إلى مصر القديمة.

## العصران: الحديدي والفارسي
عُثِر في الموقع على بقايا مستوطنة فلسطينية محصنة، في الموقع الذي كان موجودًا في جزء صغير من التل السفلي، تعود إلى العصر الحديدي المبكر (1200-1000 قبل الميلاد)، وكانت مساحة هذه المستوطنة ما بين 2-3 دونمات. عُثِرَ في أجزاء أخرى من التل السفلي على أدلة إضافية على النشاط البشري في هذه الحقبة، وتشملُ بشكلٍ أساسي حُفَر قمامة، ومرافق أُخرى متنوّعة تعود إلى أواخر العصر الحديدي، حوالي القرن الثامن قبل الميلاد. بعد الفتح الآشوري من قبل تيغلاث بلاسر الثالث، بُنِيَت في أعلى التلّ مستوطنة محصنة. كانت شبكة التحصينات في هذه المستوطنة هائلة، وشملت ساترًا تُرابيًّا، وسورًا بلغ سُمكُه 4 أمتار، وأسوارًا مائلة، وأبراج حراسة، وحصون زاوية. كان لهذه المستوطنة أيضًا قطاع كبير للتخزين، عُثِرَ فيه على كثير من الأدوات، من بينها إناء فخاري عليه نقش "لبغاد" ورقم 8 بالخط الهيراطيقي ورمز عنخ فرعوني. كما عُثِرَ على أدوات من حضاراتٍ مختلفة، مثل الحضارتين الفينيقية والأدومية. يرى علماء التنقيب أنَّ إقامة المستوطنة المحصنة في تل أبو هريرة هي جزء من جهود آشور لخلق موطئ قدم لها على أرض فلسطين. دُمِّرَت هذه المستوطنة بحريق شبَّ في القرن السابع أو السادس قبل الميلاد.

بعد الاحتلال الفارسي في القرن السادس قبل الميلاد، نشأت مستوطنة كبيرة في الموقع، وربما تم التخطيط لها أيضًا، وعُثِر فيها على العديد من الأدوات المجلوبة من اليونان. خرب فيما بعد نظام التحصين الهائل الذي بناه الآشوريون.

## قراءات إضافية
- Day, Peter M., et al. (1999), "Petrographic Analysis of the Tel Haror Inscribed Sherd: Seeking Provenance Within Crete", Aegaeum, 20: 191–96.
- E.D. Oren, "The 'kingdom of Sharuhen' and the Hyksos kingdom," in E.D. OREN (ed.), The Hyksos: New Historical and Archaeological Perspectives, (1997) 253-283
- Oren, Eliezer D., et al.(1996), "A Minoan Graffito from Tel Haror (Negev, Israel)", Cretan Studies, 5: 91–118.
- E.D. Oren, "Tel Haror," in E. Stern (ed.), The New Encyclopedia of Archaeological Excavations in the Holy Land (1993) 580-584